# Mortal Kombat: Armageddon
Mortal Kombat: Armageddon (сокр. MKA; с англ. — «Смертельная битва: Армагеддон») — компьютерная игра в жанре файтинг, разработанная и выпущенная компанией Midway в 2006 году. Игра издавалась для домашних игровых консолей PlayStation 2, Xbox и Wii. Это седьмая игра в серии Mortal Kombat.

## Сюжет
Спустя некоторое время после создания миров, у бога-защитника Эдении Аргуса и его жены-колдуньи Делии родились дети: Тэйвен и Дэйгон. Делия могла видеть пророчества, касающиеся будущего. Одно из событий, которые она увидела во время своих видений, было полное уничтожение всех миров, в результате появления слишком большого числа очень сильных воинов. Старшие Боги потребовали предотвратить уничтожение вселенных и поручили задание Аргусу и Делии. Делия предсказала, что битва достигнет своего апогея в кратере в Эдении среди руин. Аргус приказал построить пирамиду внутри кратера, в то время, как Делия создала огненного элементаля по имени Блэйз. Блэйз содержал в себе силы, достаточные, чтобы остановить воинов. Аргус желал, чтобы все воины были уничтожены, но Делия хотела менее жёсткого решения проблемы: отнять у воинов все их силы. Они решили, что отправят своих детей состязаться друг с другом, и победивший займёт место нового защитника Эдении. На пути к битве с Блэйзом, каждому из братьев понадобится достать меч и доспехи из храмов их отца и матери в Земном Царстве. Один из доспехов может уничтожить всех воинов, второй — лишить их сил. По сути, это состязание будет разворачиваться по типу игры в орёл-или-решка между Аргусом и Делией, где только случайность решит, что произойдёт с воинами.
Братья были вызваны во дворец в Эдении, где они попали в ловушку Аргуса и были отправлены в спячку. Оба были помещены внутрь гор в Земном Царстве, а в качестве стражников к ним были приставлены Драконы. Тэйвена охранял Золотой Дракон, Орин, за Дэйгоном присматривал Красный Дракон — Каро. Когда Блэйз подаст сигнал, драконы должны будут разбудить своих подопечных и состязание начнётся. Во время событий, связанных с возвращением Короля Драконов, пророчество Делии о конце света начало сбываться. Дэйгон был ошибочно разбужен драконом Каро, который принял потерю связи с Блэйзом за сигнал к пробуждению Дэйгона и началу состязания. Дэйгону удалось узнать в чём была суть состязания и он стал просто одержим идеей захватить эту богоподобную мощь в свои руки. Он создал организацию Красный Дракон (названную так в честь дракона который его разбудил) и поработил Каро, для того, чтобы использовать его возможности по открытию порталов для нужд своей организации. Основной задачей Красного Дракона было обнаружение местонахождения Блэйза и убийство Тэйвена. Когда Тэйвен наконец был разбужен, во время возвращения Онаги, он обнаружил, что его постоянно пытаются убить посланники Красного Дракона. Тэйвену удалось попасть во дворец своего отца, где он должен был обнаружить меч, но ему удалось лишь выяснить, что меч был украден. В храме своей матери, который превратился в штаб квартиру Лин Куэй, Тэйвен смог найти доспехи оставленные его матерью. В это же время Куан Чи объединил всех самых могущественных Лордов Тьмы, включая Шао Кана, Шан Цзуна и Онагу, чтобы не дать силам Света получить силу заключённую в Блэйзе. Битва началась в кратере, посреди Эденийских руин, как и предсказывала Делия. Когда Тэйвен, наконец пришёл в руины, он столкнулся с Блэйзом, который рассказал ему о настоящей цели его путешествия: уничтожить воинов Смертельной Битвы или отнять у них силы. Дэйгон также открыл правду о том, что он убил их родителей, тем самым мечом, которым он собирался убить Блэйза (именно Дэйгон украл меч Тэйвена).
Тэйвен и Дэйгон сразились друг с другом. Тэйвен выиграл битву, забрал свой меч и отправился на пирамиду Аргуса, которая поднялась из-под земли, после столкновения воинов в кратере. Воины начали пытаться забраться наверх пирамиды и сразится с Блэйзом. Тэйвен побеждает Блэйза и становится богом, однако это не помогло восстановить стабильность царств. Тэйвен, уже как защитник Эдении, клянётся предотвратить Армагеддон, пока решение не будет найдено.

## Геймплей

Персонажи Mortal Kombat: Armageddon (Xbox и PS2)

Большой составляющей геймплея MKA стал Air Kombat — режим битвы, в котором боец может делать комбо и спецприёмы в воздухе. Это режим был заимствован из Mortal Kombat: Shaolin Monks. Парри и комбо-брейкеры стало возможным делать во время битвы в воздухе. В игру была добавлена возможность Wake-up Game. Это позволяет контратаковать противника, который пытается сразу атаковать поваленного на землю оппонента (то же самое было в Shaolin Monks). Теперь, если враг хочет нанести удар, можно отразить его атаку внезапным ударом ноги.
Из-за большого количества персонажей в игре число боевых стилей на персонажа было сокращено до двух. Сократилось и количество ударов в стилях. Как правило, два боевых стиля — это один рукопашный и один оружейный, хотя у некоторых бойцов есть только два рукопашных стиля. Многие персонажи получили новые спецприёмы.

## Персонажи
В версиях для PlayStation 2 и Xbох содержится 62 бойца, и 2 слота на таблице отведено для созданных персонажей. В версии для Wii один из слотов для созданных персонажей отдан персонажу Хамелеон.
Ростер MKA включает всех бойцов Mortal Kombat, принимавших участие во всех файтингах серии.
| Скорпион       | Саб-Зиро | Рептилия     | Рейн    | Эрмак    | Хамелеон | Нуб Сайбот | Смоук     | Сайракс | Сектор |
| Страйкер       | Кабал    | Дайро        | Джарек  | Дарриус  | Рэйко    | Фудзин     | Бо Рай Чо | Мавадо  | Хотару |
| Ночной Волк    | Мокап    | Джонни Кейдж | Кано    | Джакс    | Кай      | Кэнси      | Сюдзинко  | Сюй Хао | Кобра  |
| СС / Хамелеона | #Тэйвен  | Лю Кан       | Кун Лао | Шан Цзун | Куан Чи  | Шиннок     | Райдэн    | #Дэйгон | СС     |
|                |          | Соня Блейд   | Китана  | Милина   | Джейд    | Ашра       | Ли Мэй    |         |        |
| Таня           | Фрост    | Синдел       | Нитара  | Кира     | Сарина   |            |           |         |        |
| Шива           | Барака   | Мотаро       | Хавик   | Драмин   | Молох    |            |           |         |        |
| #Мясо          | Шао Кан  | Горо         | Кинтаро | Онага    | #Блэйз   |            |           |         |        |

Условные обозначения:
- СС / Хамелеона — «свободный слот» или слот «созданный боец» (которого необходимо создать ранее) в версиях игры на игровых приставках PlayStation 2 и Xbox / персонаж Хамелеона на приставке Wii;
- СС — «свободный слот» или слот «созданный боец»;
- # — изначально персонаж закрыт. Разблокируется по мере прохождения режима игры «Konquest».

Изначально MKA планировался как бессюжетный сборник, который должен был называться Mortal Kombat Kompilation, но позже было принято решение добавить в игру сюжет и сделать её полноценной седьмой частью серии. Также в игре не должно было быть Хамелеона, Камелионы и Мяса. Хамелеон и Мясо считались шуточными бойцами. В игре не должен был появиться и Мотаро, из-за сложностей, связанных с программированием механики боя и реакций на фаталити для четырёхногого кентавра. Позднее, пойдя на уступки требованиям фанатов, разработчики из Midway добавили Хамелеона, Мясо (использовав в качестве прототипа модель Драхмина) и Мотаро, превратив его из четырёхногого кентавра в двуногого монстра, похожего на сатира. Из-за ограничений по времени в версии для PlayStation 2 и Xbох не попала Камелиона (женская версия Хамелеона, присутствовавшая только в версии Mortal Kombat Trilogy для Nintendo 64). Трансформация Мотаро и отсутствие Камелионы среди персонажей вызвали множество негативных эмоций со стороны фанатов. Позже Камелиона всё же попала в версию для MKA для Wii.
В MKA не попали персонажи, которые появлялись в приключенческих играх серии — Mortal Kombat Mythologies: Sub-Zero, Mortal Kombat: Special Forces и Mortal Kombat: Shaolin Monks, несмотря на требования некоторых фанатов увидеть в MKA Тремора и Монстра (персонаж, созданный на основе альтернативного костюма Скорпиона, который появляется в Конквесте Mortal Kombat Deception). Хотя трое помощниц Куан Чи из Mythologies — Киа, Джатакка и Сарина появляются в игре в режиме Конквеста в качестве боссов.
В игре есть только двое новых персонажей для серии — главные герои сюжета игры, братья Тэйвен и Дэйгон. Также MKA — это дебют Сарины в полноценной игре МК.

## Особенности

### Крипт
Крипт вернулся в эту игру серии в обновлённом виде и стал больше похож на катакомбы, чем на кладбище или гробницу. В этой версии Крипта можно увидеть, что содержится внутри каждого Гроба, ещё перед покупкой, и сам Склеп разделён на секции, посвящённые концепт-артам, геймплею, медиа и т. д., облегчая игроку навигацию по Склепу. Также, в отличие от предыдущих игр, Крипт может быть открыт разными методами: заплатив некоторую сумму монет за каждый Гроб, как раньше, или после нахождения всех 60 реликвий в режиме Конквест. После нахождения всех 60 предметов все ячейки Крипта откроются автоматически, что позволит сэкономить деньги на покупку предметов в режиме создания персонажа. Также в специальный Гроб со знаком вопроса можно вводить секретные коды, открывающие различные Гробы.

### Конквест
Режим Konquest в MK: Armageddon содержит в себе элементы из Konquest’а Mortal Kombat Deception и Mortal Kombat Shaolin Monks. Сюжет сфокусирован на двух братьях: Тэйвене и Дэйгоне, которые были погружены в спячку из-за пророчества о Конце Света, которое увидела их мать — пророчица Делия. Тэйвен — главный герой конквеста, а его брат Дэйгон — его главный противник.
В некоторых местах в Konquest можно использовать оружие, а собранные в рамках режима 60 реликвий (по одной реликвии на каждого бойца, кроме Тэйвена, Дэйгона и Камелионы) позволят получить доступ к секретным бойцам и открытию всего Крипта. Прохождение режима Konquest позволит открыть Тэйвена в аркадном режиме игры.

### Режим создания бойца

В дополнении к возможности выбора из 60 персонажей, MKA позволяет игроку самому создать себе бойца. Количество опций в режиме позволяет создать более тысячи разных комбинаций. Во время создания игры в конструкторе можно было использовать заранее созданные классы персонажей (Таркатаны, Наёмники, члены банды Чёрный Дракон, Ниндзя, Ретро Ниндзя (ниндзя образца 1-3 игр серии). В финальной версии в конструкторе доступны только два заранее созданных класса персонажей — Колдун для мужских персонажей и Женщина-Таркатан для женских. Впрочем, все части одежды от остальных классов доступны в игре, но теперь их необходимо открывать по отдельности. Классы персонажей будут появляться в конструкторе только после того, как будут открыты все части их одежды.
Игроки могут дать своему персонажу уникальный боевой стиль, задавая различные удары для каждой кнопки, а также победные и боевые стойки. Есть также возможность дать своему персонажу оружейный стиль, но выбирать придётся только из двух типов оружия — топоров и мечей. Также можно задать своему персонажу спецприёмы, которые в конструкторе разделены на классы. Большинство движений и частей костюмов надо покупать за монеты, полученные в Конквесте или аркадном режиме, хотя есть небольшая часть движений и одежды, доступных с самого начала игры.
Созданным персонажам также можно написать собственную историю, которая будет отображаться, если пройти за созданного бойца аркадный режим. Правда показ истории оборвётся после двенадцати строк или, если последняя строка состоит из одного слова. Созданные персонажи также могут применяться в онлайн-игре.
Ещё одна новая возможность игры — создание собственного фаталити (Kreate-A-Fatality). Эти фаталити состоят из серии команд, которые игрок должен вводить одну за другой за небольшой промежуток времени. Чем больше команд игрок ввёл, тем меньше будет времени на ввод каждой следующей команды. Многие движения не могут быть повторены. Кроме того, вводить каждую следующую команду можно только после того, как боец завершит предыдущее движение (многие из них по времени длятся столько, что время на ввод поздних команд истекает раньше, и фаталити прерывается). Всего можно ввести максимально одиннадцать команд подряд — так называемое Ultimate Fatality. Чем больше уровень проведённого фаталити, тем больше денег получит за него игрок.
Существует несколько типов движений: удары и разного вида членовредительства, изменение положения противника (уложить на пол или на колени), доставание оружия, добивающие удары. Фаталити не считается выполненным, если игрок в конце не выполнил добивающего удара. Реакция на новый режим фаталити была неоднозначной: с одной стороны, игрок мог добить противника с использованием собственноручно составленной комбинацией ударов, а с другой — терялась индивидуальная манера добивания для каждого из бойцов.
Также игрок может создать персонажей из других вселенных, таких, как: DC, Marvel, Dragon Ball, Street Fighter и т. д.

### Motor Kombat
Motor Kombat — это мини-игра в MKA, напоминающая серию игр Mario Kart и ей подобные гонки. Каждый из десяти персонажей имеет собственный карт (сделанный в стиле персонажа) и специальные возможности. Бойцы в Motor Kombat сделаны в той же мультипликационной манере, что и в Puzzle Kombat в Mortal Kombat: Deception. Также в игре есть индивидуальные Фаталити и ловушки на трассах.
| Барака | Бо Рай Чо | Джонни Кейдж | Сайракс | Джакс | Китана | Милина | Райдэн | Скорпион | Саб-Зиро |

## Реакция
| Сводный рейтинг    | Сводный рейтинг      | Сводный рейтинг | Сводный рейтинг |
| Издание            | Оценка               | Оценка          | Оценка          |
| Издание            | PS2                  | Wii             | Xbox            |
| ------------------ | -------------------- | --------------- | --------------- |
| GameRankings       | 75,33 %              | 72,49 %         | 77,39 %         |
| Иноязычные издания |                      |                 |                 |
| Издание            | Оценка               | Оценка          | Оценка          |
| Издание            | PS2                  | Wii             | Xbox            |
| Eurogamer          | 5/10                 | N/A             | N/A             |
| Game Informer      | 8,25/10              | 7,5             | 8,25/10         |
| GameSpot           | 7,0/10               | 7,5/10          | 7,0/10          |
| GameTrailers       | 8,6/10               | 7,6             | N/A             |
| IGN                | 8,5/10               | 7,8/10          | 8,5/10          |
| Nintendo Power     | N/A                  | 80/100          | N/A             |
| OPM                | 3/10 (US), 7/10 (UK) | N/A             | N/A             |
| OXM                | N/A                  | N/A             | 9/10            |

Реакция на MKA была довольно положительной, игра получила неплохие рейтинги на сайте Game Rankings: 76 % для PlayStation 2, 78 % для Xbox, 72 % для Wii.
Игра была позитивно отмечена за включение 60 играбельных персонажей. Режимы создания фаталити и новых бойцов получили смешанные оценки. Некоторые хвалили возможность самому создать фаталити, другие были разочарованы отсутствием классических добиваний. Движок игры также был раскритикован за то, что был создан на основе двух предыдущих игр серии, и некоторые журналы даже называли систему не «инновационной». Многие недостатки геймплея из Mortal Kombat Deception были убраны, но появились новые глюки, связанные с системой воздушного боя и парированием ударов. Некоторые критики отмечали, что, несмотря на большое число персонажей, некоторые играются как клоны друг друга.
Другой проблемой стал сюжет. У персонажей в MKA нет ни роликов на движке, ни рендеренных картинок, как в предыдущих частях серии. В Крипте MKA можно найти неиспользованный концепт биоса Эрмака, из-за чего появились слухи, что биосы для бойцов были созданы, но не были включены в игру из-за нехватки времени. Midway позже подтвердило, что они всё же не были созданы. Месяц спустя в чате Эд Бун подтвердил, что биографии персонажей будут выкладываться на официальном сайте MKA. Первая биографическая карточка, принадлежащая Кенши, была выпущена 21 декабря 2006 года. После этого было выпущено ещё несколько штук таких биографий, но 15 октября 2007 года модератор форума Midway заявил, что создание биосов для MKA было остановлено.